# Anoplodactylus hwanghaensis
Anoplodactylus hwanghaensis is een zeespin uit de familie Phoxichilidiidae. De soort behoort tot het geslacht Anoplodactylus. Anoplodactylus hwanghaensis werd in 1986 voor het eerst wetenschappelijk beschreven door Kim & Hong. 